# Lijst van spelers van Lillestrøm SK
Deze lijst omvat voetballers die bij de Noorse voetbalclub Lillestrøm SK spelen of gespeeld hebben. De spelers zijn alfabetisch gerangschikt.

## A
- Cisse Abshir
- Christoffer Andersson
- Kenneth Andreassen
- Svein Andreassen
- Pål Andresen
- Viktor Arnarsson
- Gunnar Arnesen

## B
- Emile Baron
- Petter Belsvik
- Henning Berg
- Lasse Bergan-Foss
- André Bergdölmo
- Svein Bergersen
- Stian Berget
- Thomas Berntsen
- Tommy Berntsen
- Eirik Bertheussen
- Jan Birkelund
- Torgeir Bjarmann
- Thomas Bjerk
- Bård Bjerkeland
- John Anders Bjørkøy
- Mathis Bolly
- Simen Brenne

## D
- Ríkhardur Dadason
- Mads Dahm
- Einar Thór Daníelsson
- Vidar Davidsen
- Mamadou Diallo
- Alassane Diomande
- Arne Dokken
- Alhassane Dosso

## E
- Gylfi Einarsson
- Tarik Elyounoussi
- Gudbrand Ensrud
- Lars-Kristian Eriksen
- Arne Erlandsen
- Karim Essediri
- Edwin Eziyodawe

## F
- Dan Fellus
- Andras Fjeldstad
- Sveinung Fjelstad
- Jan Åge Fjørtoft
- Otto Fredrikson
- Geir Frigård

## G
- Ruben Gabrielsen
- Boudewijn de Geer
- Anders Giske
- Frode Grodås
- Frank Grønlund
- Mato Grubisic
- Fredrik Gulbrandsen
- Tom Gulbrandsen
- Tore Gundersen
- Clas-André Guttulsrød

## H
- Sten Haberg
- Andreas Haddad
- Gunnar Halle
- Georg Hammer
- André Hansen
- Rune Hansen
- Torjus Hansén
- Vidar Hansen
- Espen Haug
- Heidar Helguson
- Roger Helland
- Juhani Himanka
- Grétar Hjartarson
- Steffen Hjelmtvedt
- Martin Husár

## I
- Emanuel Igiebor
- Kåre Ingebrigtsen

## J
- Eirik Jansen
- Dan Johansen
- Tor Egil Johansen
- Marius Johnsen
- Rino Lund Johnsen
- Ronny Johnsen

## K
- Cyril Kali
- Erik Karlsen
- Markus Kiesenebner
- Magnus Kihlberg
- Magnus Kihlstedt
- Frode Kippe
- Ivailo Kirov
- Jon Knudsen
- Erling Knudtzon
- Tore Kordahl
- Robert Koren
- Rúnar Kristinsson
- Tom Kristoffersen
- André Krogsæter

## L
- John Lie
- Tom Lund

## M
- Stefán Magnússon
- Alf Martinsen
- Ole Einar Martinsen
- Christer Mattiasson
- Michael Mifsud
- Per Magne Misund
- Mons Ivar Mjelde
- Lars Moldskred
- Khaled Mouelhi
- Heinz Müller
- Magnus Myklebust

## N
- Håvard Nordtveit
- Runar Normann
- Tamandani Nsaliwa
- Hans Nylund
- Kenneth Nysæther

## O
- Olivier Occéan
- Terje Olsen
- Trond Olsen
- Anthony Omoijuanfo
- Lasse Opseth
- Romanus Orjinta
- Kjetil Ösvold

## P
- Jan Ove Pedersen
- Steinar Pedersen
- Tore Pedersen
- Michael Petković
- Thomas Piermayr
- Magnus Powell

## R
- Saša Radulović
- Anders Rambekk
- Adrian Reid
- Claus Reitmaier
- Oddvar Richardsen
- Rune Richardsen
- Bjørn Helge Riise
- Stian Ringstad
- Vidar Riseth
- Uwe Rösler
- Ivar Rønningen

## S
- Tom Sadeh
- Arne Sandstø
- Dennis Schiller
- Björn Sigurdarson
- Indridi Sigurdsson
- Tor Inge Smedås
- Leif Smerud
- Ståle Solbakken
- Erik Soler
- Eirik Soltvedt
- Espen Søgård
- Kristian Sørli
- Shane Stefanutto
- Ståle Stensaas
- Pål Strand
- Frank Strandli
- Tom Sundby
- Arild Sundgot

## T
- Michael Timisela
- Kristoffer Tokstad
- Øivind Tomteberget

## U
- Anthony Ujah

## V
- Joar Vaadal
- Arne Vidar Moen
- Davíd Vidarsson

## W
- Jörgen Walemark
- Kasey Wehrman
- Peter Werni
- Johan Winsnes
- Jarkko Wiss

## Z
- Clayton Zane
- Olav Zanetti

Clubs: Aalesunds FK · Alta IF · SK Brann · Bryne FK ·  Fredrikstad FK · FK Haugesund · Hønefoss BK · Kongsvinger IL · Lillestrøm SK · FC Lyn Oslo · Molde FK · Moss FK · Odd Grenland · Rosenborg BK · Stabæk Fotball · IK Start · Strømsgodset IF · Tromsø IL · Vålerenga IF ·  Viking FK

Lijsten van voetballers van Noorse clubs: Aalesunds FK · Alta IF · SK Brann · Bryne FK · Fredrikstad FK · FK Haugesund · Hønefoss BK · Kongsvinger IL · Lillestrøm SK · FC Lyn Oslo · Molde FK · Moss FK · Odd Grenland · Rosenborg BK · Stabæk Fotball · IK Start · Strømsgodset IF · Tromsø IL · Vålerenga IF · Viking FK